# Yamaçköy, Yenice
Yamaçköy là một xã thuộc huyện Yenice, tỉnh Karabük, Thổ Nhĩ Kỳ. Dân số thời điểm năm 2010 là 663 người.